# Jižní válčiště Čínské lidové osvobozenecké armády
Jižní válčiště Čínské lidové osvobozenecké armády (čínsky v českém přepisu čung-kuo žen-min ťie-fang-ťün nan-pu čan-čchü, pchin-jinem zhōngguó rénmín jiěfàngjūn nánbù zhànqū, znaky zjednodušené 中国人民解放军南部战区) je jedno z pěti válčišť Čínské lidové osvobozenecké armády. Bylo zformováno 1. února 2016, a jeho předchůdci byly části Vojenského okruhu Kanton a Vojenského okruhu Čcheng-tu. Velitelství Jižního válčiště je v Kantonu v provincii Kuang-tung.
Velitelství Jižního válčiště jsou podřízeny vojenské síly v osmi administrativních celcích provinční úrovně ve středojižní a jihozápadní Číně (provincie Kuang-tung, Kuej-čou, Chu-nan, Jün-nan, Chaj-nan, autonomní oblast Kuang-si a zvláštní administrativní oblasti Hongkong a Macao). Strategickým směrem Jižního válčiště je Jihočínské moře. Ačkoliv primárně zodpovídá za operace v Jihočínském moři, může také podporovat Východní válčiště během operací na Tchaj-wanu. Zodpovídá také za operace v hraničních regionech s Vietnamem, Laosem a Myanmarem.
V současnosti je velitelem jižního válčiště generálplukovník Wang Siou-pin, politickým komisařem je generálplukovník Wang Ťien-wu.

## Organizační struktura

### Funkční oddělení
- štábní oddělení
- oddělení politické práce
- komise pro kontrolu disciplíny

### Složky
- pozemní síly Jižního válčiště
  - 74. armádní sbor
  - 75. armádní sbor
- námořnictvo Jižního válčiště
- letectvo Jižního válčiště

## Velení
| Velitelé 1. genplk. Wang Ťiao-čcheng (王教成 ) (leden 2016 – leden 2017) 2. adm. Jüan Jü-paj (袁誉柏) (leden 2017 – červen 2021) 3. genplk. Wang Siou-pin (王秀斌 ) (červen 2021 – ve funkci) | Političtí komisaři 1. genplk. Wej Liang (魏亮) (leden 2016 – duben 2018) 2. genplk. Wang Ťien-wu (王建武 ) (prosinec 2018 – ve funkci) |